# Kris Jenkins
Kristopher Rudy-Charles Jenkins Jr. (Olney, 10 ottobre 2001) è un giocatore di football americano statunitense che milita nel ruolo di defensive tackle per i Cincinnati Bengals della National Football League (NFL).

## Carriera universitaria

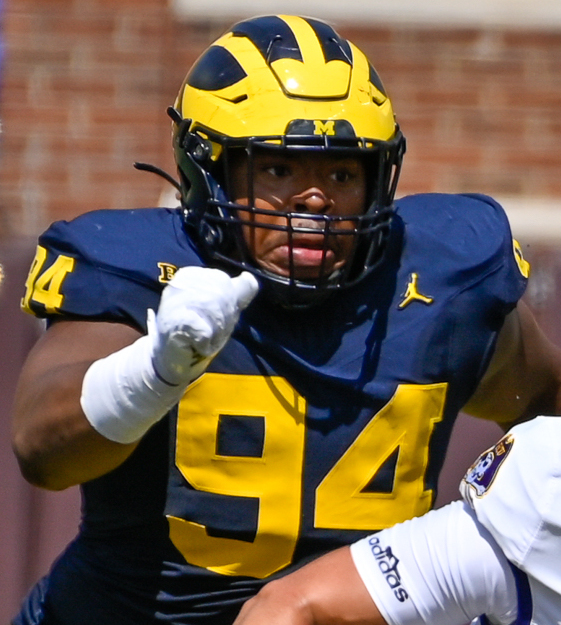
Jenkins nel 2023

Jenkins iniziò la sua carriera a Michigan nel 2020, disputando una sola partita. L’anno successivo dispute tutte le 14 partite, di cui 4 come titolare, mettendo a segno 22 tackle. Nel 2022 disputò tutte le 14 gare come titolare, con 54 tackle e 2 sack.
Jenkins fece ritorno per la sua ultima stagione a Michigan nel 2023, con i Wolverines che vinsero il titolo nazionale. Fu inserito nella seconda stagione All-American da FWAA e dalla American Football Coaches Association. Quell’anno disputò tutte le 15 partite, facendo registrare 37 placcaggi, 2,5 sack e un intercetto.

## Carriera professionistica

### Cincinnati Bengals
Jenkins fu scelto nel corso del secondo giro (49º assoluto) del Draft NFL 2024 dai Cincinnati Bengals. Nella sua stagione da rookie mise a segno 31 placcaggi e 3 sack in 15 presenze, di cui 9 come titolare.

## Vita privata
È figlio dell’ex giocatore della NFL Kris Jenkins.